# 兒歌
兒歌，又稱童謠，是一種以兒童為主要對象的歌曲，曲色旋律多半較為簡單，歌詞亦簡單琅琅上口，使兒童容易記憶（但未必各年齡層都能充分理解）。這類的歌曲可能是民謠（如丟丟銅仔）、模擬兒童的思想和內心世界所做的曲子（如妹妹背著洋娃娃），或是大人將現實社會與未來期許簡化放進歌曲（如只要我長大），今代也有相當數量為動畫卡通的主題曲（如櫻桃小丸子主題曲）。歷史上民變的領導人，往往利用童謠散布政治立場，甚至讓民眾認為是一種預言。

## 國語/普通話
中華民國大陆时期的一首歌曲《国民革命歌》歌词如下，曲调为法国儿歌《雅克弟兄》：
|  | 打倒列强，打倒列强，除军阀，除军阀； 努力国民革命，努力国民革命，齐奋斗，齐奋斗。 打倒列强，打倒列强，除军阀，除军阀； 国民革命成功，国民革命成功，齐欢唱，齐欢唱。 |

后来又流行了一首相同曲调的儿歌《两只老虎》：
|  | 两只老虎，两只老虎，跑得快，跑得快，一只没有尾巴，一只没有耳朵，真奇怪，真奇怪。 |

中华人民共和国成立後，出現了不少以革命為題材的兒歌，这些歌曲都曾经流传于中国，但由于中国政府的政策改变，很多儿歌都已经失传了。
下面是两首女生在玩跳橡皮筋时，一边跳一边唱的儿歌。
|  | 江姐江姐好江姐，你是人民的好江姐，东方红，太阳升，中国出来一个毛泽东，很革命的，跳得头发都散了。 |

|  | 爷爷是个老红军，爸爸妈妈都是解放军，姐姐参加红卫兵，我也参加红小兵，全家都是毛主席的兵。 |

下面这首儿歌《一分钱》随着时代的改变，演化成很多的版本，这是原始版本：
|  | 我在马路边，捡到一分钱，把他交给警察叔叔手里边，叔叔拿着钱，对我把头点，我高兴的说一声，叔叔再见！ |

下面这首儿歌是为了纪念中国的革命战士董存瑞。
|  | 董存瑞十八歲，參加革命游擊隊，炸碉堡犧牲了，全國人民流眼淚。 |

有一些则传唱至今：比如电影《祖国的花朵》插曲《让我们荡起双桨》。

## 粵語
粵方言地區亦有不少獨特的兒歌，貼近人們的生活，琅琅上口。例如下面這首在廣州廣為流傳的「落雨大」：
|  | 落雨大，水浸街，阿妈担柴上街卖，阿嫂出街绣花鞋，花鞋花袜花腰带，珍珠蝴蝶两边排。 |

上面的「董存瑞」兒歌亦有粵語版本：
|  | 董存瑞，十八歲，為國犧牲炸堡壘，炸到堡壘ngok7 ngok7脆，全國人民流眼淚。 |

但由於受推廣普通話的影響，不少粵語童謠有消失的危險。許多幼兒園教師不會粵語，只教普通話兒歌，導致小朋友不會唱粵語兒歌，對此，有專家建議將這些廣府文化編入教材。

## 历史上的儿歌
历史上一些著名的政治事件和儿歌有关，例如：
- 秦末：大楚興、陳勝王。（假託為狐狸所唱）

- 西汉：燕燕，尾涎涎，张公子，时相见。木门仓琅根，燕飞来，啄皇孙。皇孙死，燕啄矢。（赵飞燕）

- 东汉：千里草，何青青，十日卜，不得生（董卓）

- 孫吳：诸葛恪，何弱弱；芦单衣，蔑钩络；何处寻，石子冈。

- 孫吳：宁饮建业水，不食武昌鱼。宁还建业死，不止武昌居。（孙皓迁都）

- 南北朝：百升飞上天，明月照长安（北齐名将斛律光）
- 中华人民共和国：小皮球，架脚踢，马兰开花二十一，二八二五六，二八二五七，二八二九三十一……（中国第一颗原子弹）